# Eシリーズ (ドイツ国防軍)
Eシリーズ (E-Series, Entwicklung series) は、第二次世界大戦期にドイツ国防軍が開発した一連の戦車/装甲戦闘車両シリーズの呼称である。

## 概要

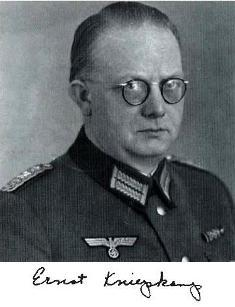
開発を主導したクニープカンプ

1942年5月頃より、新型の装甲戦闘車両の開発計画として陸軍兵器局第6課のハインリヒ・エルンスト・クニープカンプをリーダーとする開発チームが編成され、1943年4月に開発計画が承認された。
Eシリーズ開発計画では、
- 重量の異なるいくつかのクラスの車両を開発し、これら複数の装甲戦闘車両の部品共通化を図る。
- 新設計の外装式サスペンションを採用することにより車内容積を確保し、また車体底面に脱出ハッチを配置可能にする。
- 傾斜装甲を採用し、特に前面装甲の強化に重点を置く。
- エンジンを含むパワーパックをコンポーネント化し、メンテナンス性を高める。

といった共通開発目標があった。
最終的にEシリーズでは、E-10からE-100までの5種類の駆逐戦車および戦車の開発が進められることになったが、E-100の車体が途中まで製作されたのみで、他はすべて試作車の製作に至らず終戦を迎えた。

## 各型式

### E-10

E-10

主砲として7.5 cm PaK 39 (L/48) を装備する軽駆逐戦車として計画された。
1944年の夏頃に図面が完成し試作車が発注されたとされ、この時点ですでに量産されていた軽駆逐戦車38(t)"ヘッツァー"の後継とすることが意図されていたと考えられる。外装式サスペンションを活用した車高調整機能を持つという特徴があった。

### E-25

E-25

主砲として7.5cm PaK 42 (L/70) を装備する中級クラスの駆逐戦車として計画された。
重量的にはIV号戦車やIV号駆逐戦車の後継になるものとして意図されていた。E-10と異なり、車高調整機能は持っていなかった。戦闘室上に小型銃塔を搭載する計画もあった。アルケット社に試作車が発注されたが完成前に工場が連合国軍に占領された。

### E-50

E-50

重量50トン級の戦車として計画され、アドラー社で開発が行われた。完成していればパンターの後継となった可能性があった。
開発中に、重量75トン級のE-75の開発計画が新たに追加されたため、E-50とE-75はほぼ同様の設計図面を共用する形で計画が進められた。どのような武装を搭載する予定であったかについては現在まで情報が見つかっていない。

### E-75

E-75

重量75トン級の重戦車として計画され、完成していればティーガーIIの後継となった可能性があった。
E-50と同じサイズの車体・エンジンであるが装甲はE-75の方が厚く、新設計の外装式サスペンションもE-50が片側3組に対し片側4組使用予定とされていた。砲塔はE-50およびE-75用に新設計されていたとされるが、武装については現在まで情報が見つかっていない。

### E-100

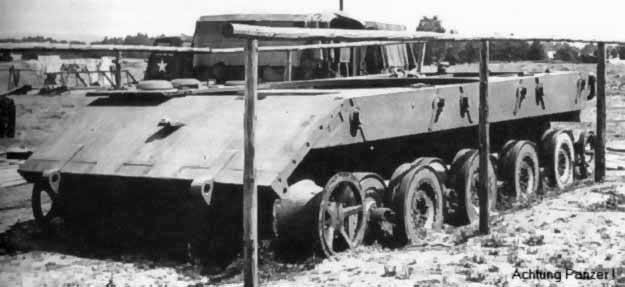
E-100の試作車体

重量100トンを超える超重戦車として計画された。1943年6月よりアドラー社で開発が始められ、1944年11月にヒトラーが開発中止命令を出した後も、ヘンシェル社の工場で試作車体の組み立てが細々と継続されていた。
工場が連合国軍に接収された後もアメリカ軍の指示で組み立てが継続され、戦後イギリス軍に引き渡されたが、試作車のエンジンがティーガーIIと同じ物で車格に対し非力だった事もあり、スクラップとなった。

## その他

### E-5
一部資料においては'E-5'と称される5トン級の軽装甲車両の存在が記述されている場合がある。2人乗りの軽駆逐戦車や偵察戦車として運用される予定であったとする説が存在するが、詳細については不明瞭な点が多い。
資料によっては軽戦車駆逐車ルッチャー (Panzerkleinzerstörers Rutscher) をE-5とする例があるが、ルッチャーの開発計画がEシリーズに含まれていたとする公式資料は見つかっておらず、E-5の存在ならびにルッチャーとの関連性については後世の創作あるいは誤った推測によるものと思われる。

### Eシリーズの形態
Eシリーズは、エンジンと駆動系を車体の前後に分けず、変速機・冷却機などをエンジンと一纏めにして車体後部のエンジンルーム内にコンパクトに収めるという、現代のパワーパック方式に近い物であった。
これにより、車体を貫くパワートレイン（ドライブシャフト）を省略し、車内スペースを大きく確保することが可能となるはずだった。よってEシリーズは必然的にリアエンジンリアドライブ（RR）方式になるはずだった。つまり後輪駆動であり、誘導輪（アイドラーホイール）が車体前方になり、起動輪（スプロケットホイール）は車体後方になるわけである。
しかし、近年Eシリーズ（特にE-50やE-75など）は1/35で数多くプラモ化されているが、どれも間違った図面を参考にしているためか起動輪が車体前方にあり、起動輪を車体後方に配置する形で再現した物はない。
また、従来は車体前部にあった変速機・操向機・最終減速機を車体後部に移設するため、エンジンルームは拡張・延長されるはずである。またそれらの移設に伴い、車体前部上面にある操縦手ハッチと機銃手ハッチを囲む、それらの点検整備用パネルも無くなるはずである。もし車体長を延長しないならば、砲塔リングは前方に移動するはずである。しかしこれらも再現した物は無い。どれも砲塔側面にステレオ式測距儀を付けて茶を濁した程度で、ティーガーIIのデザインとほぼ変わらないという、考察不十分な製品ばかりである。
ドライブシャフトが存在しない場合、いずれは車内スペースの確保よりも車高を低くして被弾面積の減少と車重を軽減する方向へと進化するはずである。量産性を考慮して鋳造砲塔が採用される可能性もあり、車高を低くすることで減った車内スペースは、砲塔幅を広げることで確保されるであろう。つまるところEシリーズは、戦後に開発されたレオパルト1によく似たデザインとなるはずである。